# Mahanoy City, Pennsylvania
Mahanoy City, Pennsylvania (енгл. Mahanoy City) град је у америчкој савезној држави Пенсилванија.

## Демографија
По попису из 2010. године број становника је 4.162, што је 485 (-10,4%) становника мање него 2000. године.
| Група             | 2000.         | 2010.         |
| Белци             | 4.545 (97,8%) | 3.854 (92,6%) |
| Афроамериканци    | 10 (0,2%)     | 40 (1,0%)     |
| Азијати           | 10 (0,2%)     | 11 (0,3%)     |
| Хиспаноамериканци | 60 (1,3%)     | 195 (4,7%)    |
| Укупно            | 4.647         | 4.162         |